# Broadway (casa discografica)
La Broadway è stata una casa discografica italiana, attiva dagli anni cinquanta agli anni sessanta.

## Storia
La Broadway venne fondata nel 1956 da Davide Matalon, discografico che aveva lavorato dal 1953 presso la CGD come responsabile della produzione internazionale collaborando con Teddy Reno.
Parallelamente Matalon fondò anche la Italdisc; per la Broadway iniziò a incidere nel 1958 Mina, scoperta proprio da Matalon, con lo pseudonimo di Baby Gate.
Tra gli artisti che incisero per questa casa discografica, oltre a Mina che ne fu l'artista più celebre, vi furono il gruppo I Ribelli, legato ad Adriano Celentano e il cantante inglese Colin Hicks, che per alcuni anni risiedette in Italia.

## Dischi
La datazione qui riportata si basa sull'etichetta del disco o sulla copertina; qualora nessuno di questi elementi abbia una datazione, è basata sulla numerazione del catalogo; talora è, infine, basata sul codice della matrice di stampa. Se esistenti, sono riportati, oltre all'anno, il mese e il giorno (quest'ultimo dato si trova, a volte, stampato sul vinile).

### 33 giri
| Numero di catalogo | Anno | Interprete       | Titoli        |
| ------------------ | ---- | ---------------- | ------------- |
| BW 13061           | 1973 | Matteo Salvatore | Del caldo Sud |

### EP
| Numero di catalogo | Anno | Interprete                   | Titoli                                                                    |
| ------------------ | ---- | ---------------------------- | ------------------------------------------------------------------------- |
| B 104              | 1959 | Colin Hicks & His Cabin Boys | Johnny Be Good/Mean Woman Blues/Tutti Frutti/Whole Lotta Shaking Going On |
| B 106              | 1959 | Colin Hicks & His Cabin Boys | Iea Iea/Oh Boy/Book Of Love/20 Flight Rock                                |
| B 107              | 1959 | Baby Gate                    | Splish Splash/Venus/The Diary/Be bop a lula                               |

### 45 giri
| Numero di catalogo | Anno          | Interprete                     | Titoli                                                     |
| ------------------ | ------------- | ------------------------------ | ---------------------------------------------------------- |
| B 1002             | 1958          | The Four Bits                  | Don't call me (I'll call you)/Trouble on the cable tonight |
| B 1003             | 1958          | Johnny Olenn                   | My Sweetie Pie/Smile                                       |
| B 1004             | 1959          | Benny Joy                      | Crash The Party / Little Red Book                          |
| B 1010             | dicembre 1958 | Baby Gate                      | When/Be bop a lula                                         |
| B 1011             | febbraio 1959 | Baby Gate                      | My True Love/Passion Flower                                |
| B 1014             | maggio 1959   | Baby Gate                      | The Diary/Julia                                            |
| B 1016             | giugno 1959   | Baby Gate                      | Dance Darling Dance/Venus                                  |
| B 1019             | giugno 1959   | Baby Gate                      | Splish Splash/Give Me a Boy                                |
| B 1021             | 1959          | Colin Hicks and his Cabin Boys | Dream Lover/A Teenager In Love                             |
| B 1022             | 1959          | Colin Hicks and his Cabin Boys | Tallahassie Lassie/Brand New Cadillac                      |
| B 1023             | 1959          | Colin Hicks and his Cabin Boys | Oh Boy/Rock and Roll Shoes                                 |
| B 1024             | 1959          | Colin Hicks and his Cabin Boys | Giddy Up-A Ding Dong/Hanging Aroung                        |
| B 1026             | 1959          | Colin Hicks                    | Ollering And Screaming/All Because Of You                  |
| B 1027             | 1960          | Colin Hicks and his Cabin Boys | That Little Girl Of Mine/Stop Me                           |
| B 1028             | 1960          | Colin Hicks and his Cabin Boys | Sexy Rock/Johnny Be Good                                   |
| B 1029             | 1960          | Colin Hicks e I Ribelli        | Love’s Made A Fool Of You/Blue Moon Of Kentucky            |
| B 1030             | 1960          | Colin Hicks e I Ribelli        | Garden Of Eden/For Every Boy                               |
| B 1032             | 1961          | Colin Hicks and his Cabin Boys | Swinging School/Robot Man                                  |
| B 1033             | 1961          | Colin Hicks                    | La valle dell'eco/Oltre il fiume, oltre il mare            |
| B 1034             | 1961          | Colin Hicks                    | Il mondo di Suzie Wong/Hallelujah I Love Her So            |